# Альта (Вайомінг)
Альта (англ. Alta) — переписна місцевість (CDP) в США, в окрузі Тетон штату Вайомінг. Населення — 429 осіб (2020).

## Географія
Альта розташована за координатами 43°46′25″ пн. ш. 111°1′53″ зх. д. / 43.77361° пн. ш. 111.03139° зх. д. (43.773624, -111.031262).  За даними Бюро перепису населення США в 2010 році переписна місцевість мала площу 21,57 км², уся площа — суходіл.

## Демографія
Згідно з переписом 2010 року, у переписній місцевості мешкали 394 особи в 151 домогосподарстві у складі 105 родин. Густота населення становила 18 осіб/км².  Було 232 помешкання (11/км²).
Расовий склад населення:
| - 97,7 % — білих - 0,5 % — вихідців з тихоокеанських островів - 0,5 % — азіатів - 0,3 % — корінних американців |

До двох чи більше рас належало 1,0 %. Частка іспаномовних становила 1,8 % від усіх жителів.
За віковим діапазоном населення розподілялося таким чином: 27,9 % — особи молодші 18 років, 57,6 % — особи у віці 18—64 років, 14,5 % — особи у віці 65 років та старші. Медіана віку мешканця становила 44,5 року. На 100 осіб жіночої статі у переписній місцевості припадало 109,6 чоловіків;  на 100 жінок у віці від 18 років та старших — 107,3 чоловіків також старших 18 років.
Середній дохід на одне домашнє господарство  становив 81 659 доларів США (медіана — 54 667), а середній дохід на одну сім'ю — 132 165 доларів (медіана — 87 500). За межею бідності перебувало 3,5 % осіб, у тому числі 0,0 % дітей у віці до 18 років та 0,0 % осіб у віці 65 років та старших.
Цивільне працевлаштоване населення становило 300 осіб. Основні галузі зайнятості: сільське господарство, лісництво, риболовля — 27,7 %, освіта, охорона здоров'я та соціальна допомога — 19,0 %, науковці, спеціалісти, менеджери — 15,7 %.